# Lázaro Borges
Lázaro Borges (Havana, 19 juni 1986) is een Cubaanse atleet, die gespecialiseerd is in het polsstokhoogspringen. Hij nam tweemaal deel aan de Olympische Spelen, maar won hierbij geen medailles.

## Carrière
Nadat Borges in 2005 en 2008 goud had gewonnen bij het polsstokhoogspringen op de Centraal-Amerikaanse en Caribische Spelen, brak hij in 2011 definitief door. Tijdens de wereldkampioenschappen in Daegu behaalde hij de zilveren medaille met een nationaal record van 5,90 m. Op de Pan-Amerikaanse Spelen in Guadalajara datzelfde jaar veroverde hij de gouden medaille bij het polsstokhoogspringen.
In Istanboel nam de Cubaan deel aan de wereldindoorkampioenschappen van 2012. Op dit toernooi eindigde hij als vijfde op het polsstokhoogspringen. Later dat jaar nam hij deel aan de Olympische Zomerspelen 2012 in Londen. Zijn 5,50 was niet voldoende om zich te kwalificeren voor de finale. Als hij deze sprong niet als tweede maar als eerste sprong had hij wel mogen doorstromen naar de finale.

## Titels
- Centraal-Amerikaanse en Caribische Spelen kampioen polsstokhoogspringen - 2005, 2008
- Pan-Amerikaanse Spelen kampioen polsstokhoogspringen - 2011

## Persoonlijke records
Outdoor
| Onderdeel            | Prestatie | Datum            | Plaats |
| -------------------- | --------- | ---------------- | ------ |
| polsstokhoogspringen | 5,90 m    | 29 augustus 2011 | Daegu  |

Indoor
| Onderdeel            | Prestatie | Datum            | Plaats  |
| -------------------- | --------- | ---------------- | ------- |
| polsstokhoogspringen | 5,72 m    | 11 februari 2012 | Donetsk |

## Palmares

### polsstokhoogspringen
- 2005:  Centraal-Amerikaanse en Caribische Spelen - 4,80 m
- 2008:  Centraal-Amerikaanse en Caribische Spelen - 5,50 m
- 2011:  WK - 5,90 m
- 2011:  Pan-Amerikaanse Spelen - 5,80 m
- 2012: 5e WK indoor - 5,70 m
- 2012: 7e in kwal. OS - 5,50 m